# Neivamyrmex bruchi
Neivamyrmex bruchi é uma espécie de formiga do gênero Neivamyrmex.